# Metropolia di Astrachan'

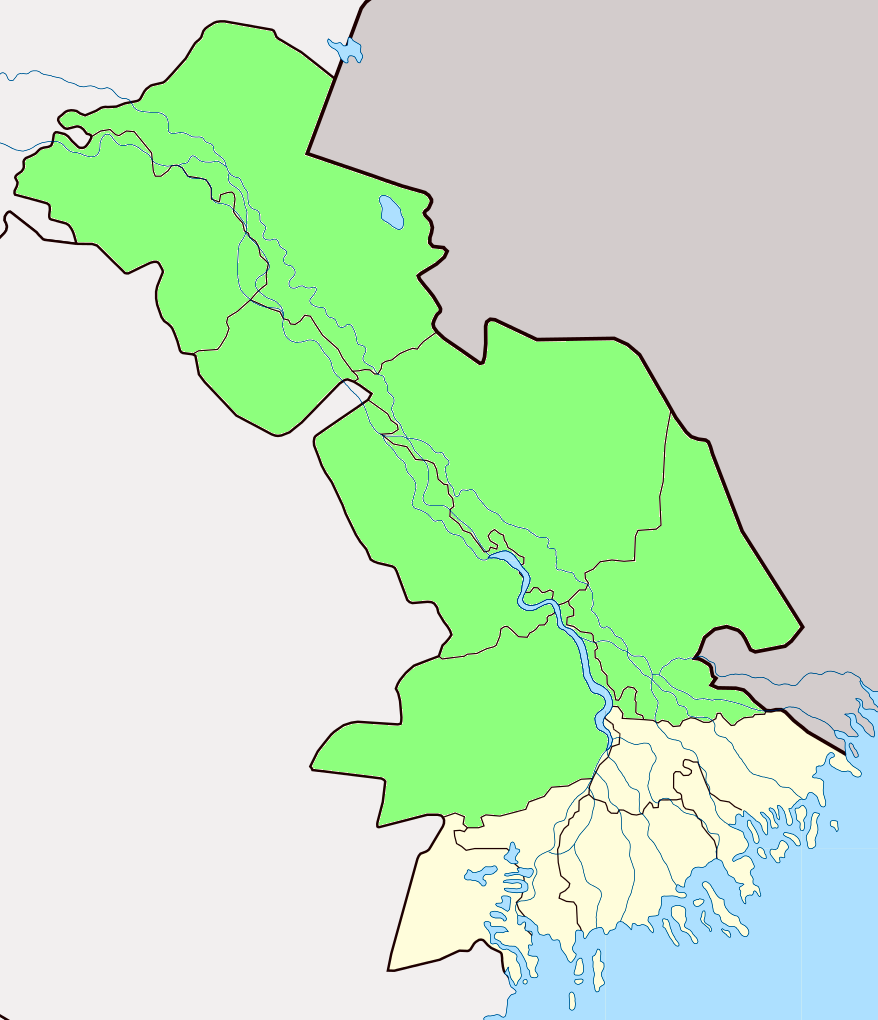
Mappa delle eparchie della metropolia di Astrachan': eparchia di Astrachan' (giallo) e eparchia di Achtubinsk (verde).

La metropolia di Astrachan' (in russo: Астраханская митрополия) è una delle province ecclesiastiche che costituiscono la Chiesa ortodossa russa.
Istituita dal Santo Sinodo il 12 marzo 2013, comprende l'intera oblast' di Astrachan' nella regione settentrionale del mar Caspio nel circondario federale meridionale.
È costituita da due eparchie:
- Eparchia di Astrachan'
- Eparchia di Achtubinsk

Sede della metropolia è la città di Astrachan', il cui vescovo ha il titolo di "Metropolita di Astrachan' e Kamyzjak".